# Drachenfels (Schiff, 1985)
Die Drachenfels ist ein Ausflugsschiff das bis Ende 2013 von der Köln-Düsseldorfer Deutsche Rheinschiffahrt AG eingesetzt wurde. Es wurde vorwiegend für Charter- und Veranstaltungsfahrten sowie als Rundfahrtschiff im Kölner Gebiet genutzt. An verkehrsschwachen Tagen wurde das Schiff zudem im Plandienst zwischen Köln und Bad Hönningen und zwischen Bonn und Winningen an der Mosel eingesetzt. Im Januar 2014 wurde die Drachenfels außer Dienst gestellt und steht seit dem über verschiedene Schiffsmakler zum Verkauf.

## Geschichte

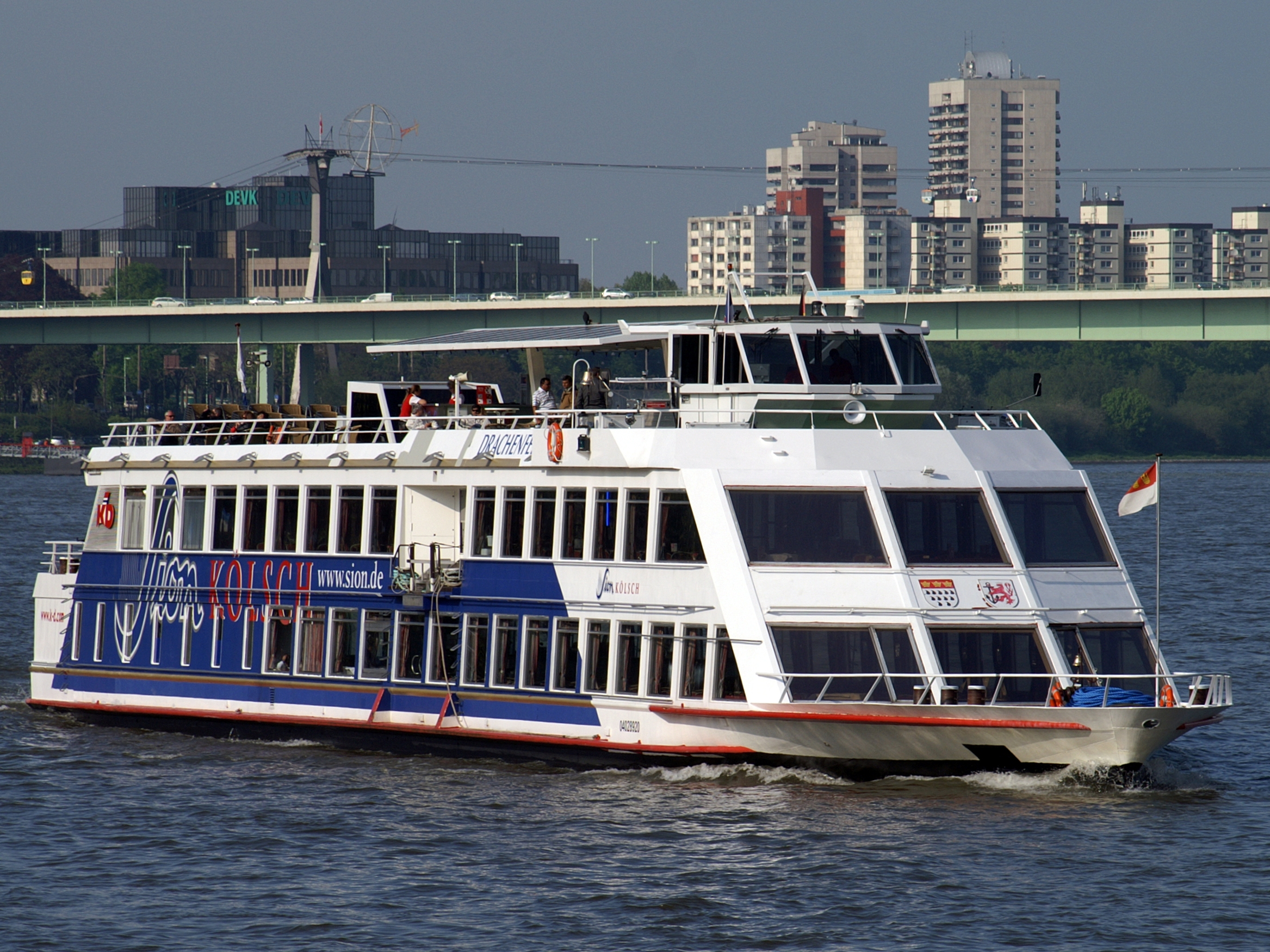
Die Drachenfels auf Rundfahrt

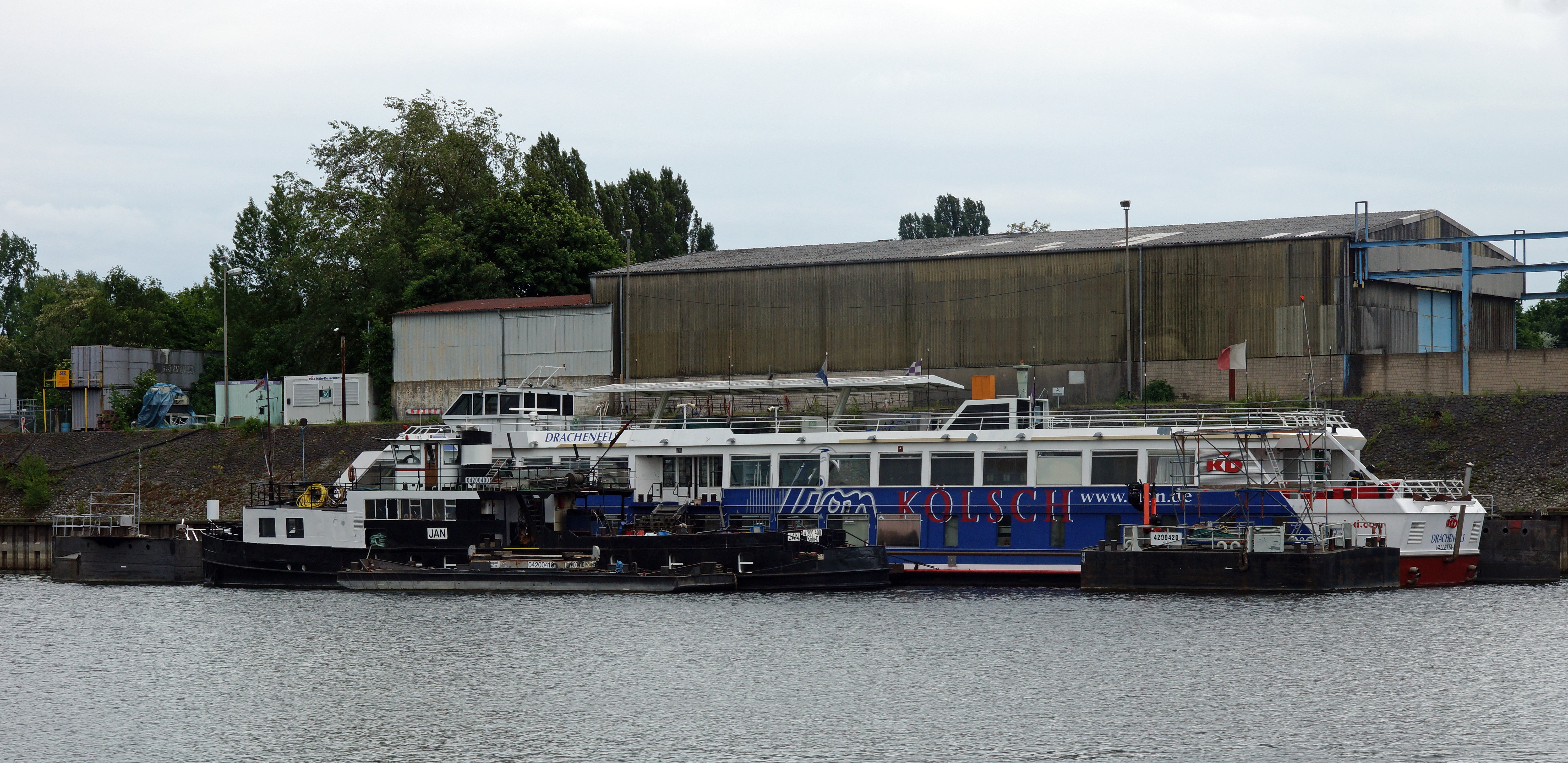
Die Drachenfels stillgelegt im Niehler Hafen

Das Schiff wurde 1984/85 unter der Baunummer 391 in der Meidericher Schiffswerft in Duisburg gebaut. Die Kiellegung erfolgte im März 1984, der Stapellauf am 8. Januar des Folgejahres. Die festliche Taufe auf den Namen Drachenfels fand am 20. Juni 1985 durch Ulrike Meyfarth in Düsseldorf statt. Sie war damit das dritte Schiff der Köln-Düsseldorfer, das auf diesen Namen getauft wurde – die vorherige Namensträgerin wurde von der Reederei in Wappen von Mainz umbenannt. Ab dem 29. Juni setzte die Reederei das Schiff im Plandienst auf verschiedenen Fahrtrouten zwischen Köln und Winningen ein. Ab 1998 übernahm sie als Ersatz für die ausgemusterte Wappen von Koblenz den Plandienst auf der Mosel zwischen Koblenz und Cochem. Bei höheren Wasserständen der Mosel erwies sich das Schiff aufgrund seiner Aufbauhöhe von 7,25 m über dem Wasserspiegel als nicht geeignet, sodass viele Fahrten nicht durchgeführt werden konnten. Infolgedessen stellte die Köln-Düsseldorfer den Planverkehr auf der Mosel zum Ende der Saison 2000 ein.
Seit 2003 werden die Seitenwände des Schiffes als Werbeträger für die Kölsch-Marke Sion genutzt. Im Dezember 2008 wurde das Schiff an die hundertprozentige Unternehmenstochter KD Europe S.à r.l in Luxemburg verkauft und anschließend im Januar 2009 in Valletta auf Malta registriert. Da die Schiffe der Köln-Düsseldorfer ihren Heimathafen mangels Hochsee-Tauglichkeit nicht erreichen können, werden sie im Niehler Hafen in Köln gewartet. Das etwas längere Schwesterschiff, die Rüdesheim, wurde Ende 2002 für 1,95 Mio. Euro an die Donau Touristik verkauft. Nach einem erneuten Weiterverkauf ist sie nun als Rosa Victoria auf dem Dnepr bei Kiew im Einsatz.
Da die Köln-Düsseldorfer ab der Saison 2014 eine Fahrplanfahrt von Bad Breisig nach Rüdesheim und zurück gestrichen hat, entstand in der Flotte ein Überbestand von einem Schiff. Da die Drachenfels keinen festen Einsatzplan hatte, entschied sich die Reederei das Schiff stillzulegen und über einen Schiffsmakler zum Verkauf anzubieten. Die bisherigen Fahrten der Drachenfels übernahm das auf dem Mittelrhein freigewordene Fahrgastschiff RheinVision ex.Loreley.

## Einzelnachweise

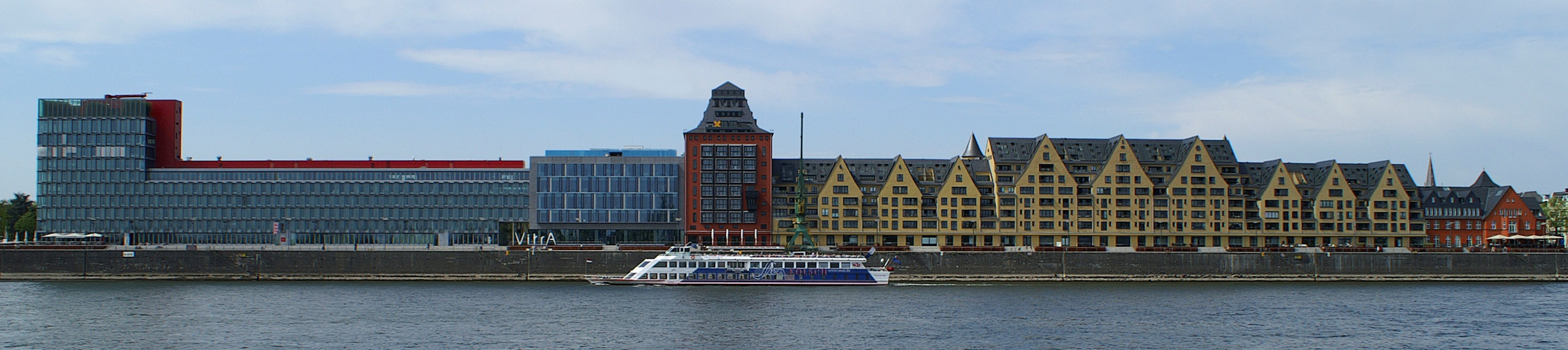
Die Drachenfels vor dem „Kölschen Siebengebirge“ am Rheinauhafen

## Ausstattung
Die Drachenfels ist ein Dreideck-Fahrgastschiff mit zwei Salons in den geschlossenen Decks. Diese sind zum Bug hin mit großen Panoramafenstern ausgestattet und erhielten im Jahre 2001 nachträglich eine Klimaanlage. Die Nutzfläche des Schiffes beträgt zirka 1440 m², die durchschnittliche Deckenhöhe 2,20 m. Bei Normalbestuhlung finden im Hauptdeck 228 und im Oberdeck 170 Fahrgäste Platz – das Freideck ist für 150 Personen ausgelegt.

## Technik
Die Drachenfels wird  über zwei 6-Zylinder-Schiffsdieselmotoren von Deutz, Typ SBA 6M 816 W à 294 kW über zwei siebenflügelige Schottel-Ruderpropeller, Typ SRP 300/226 EST angetrieben. Das Bugstrahlruder von Schottel, Typ STT 051 LK wird von einem 60 kW starken Elektromotor angetrieben. Das Schiff ist 64,60 m lang, 8,60 m breit und 7,25 m hoch. Der Tiefgang wird mit maximal 1,37 m angegeben.